# Ехорима
Ехори́ма (грец. ἠχώ — відлуння та грец. ῥυθμός — розмірність, ритм, узгодженість), або відлуння-ри́ма  — різновид рими за розташуванням у вірші комбінаторної поезії (зокрема в еховірші), за якої, другий рядок складається з одного, як правило, одно-, двоскладового слова (або короткої фрази), заримованого з першим рядком.
У випадку, коли кількість заримованих складів у другому рядку дорівнює кількості складів першого рядка, екорима стає панторимою (олоримою).
Відлуння-рими утворюють відлуння-вірш (еховірш, а у випадку побуквеної відповідності — ехорим), аналогічно до того, як панторими утворюють панторим.

## Приклади
Ехорима (відлуння-рима):
Якщо сповнений ти надій,
дій!
(Володимир Книр)
Відлуння-вірш (еховірш):
Відлуння-вірш про одну ДТПЗ кумом мчимо ми у майбаху посеред бех.
Ех!
Кум — що Шумахер! Жене — аж захоплює дух!
Ух!
Раптом — хто зна, звідки, запор в наш майбах — ба-бах!
Ах!
Запор броньованим виявивсь, хай би він здох!
Ох!…
(Володимир Книр)